# José Lanza Neto
José Lanza Neto (Pirangi, 31 de dezembro de 1952) é um sacerdote católico brasileiro, nono e atual bispo da Diocese de Guaxupé. 

## Estudos
- Colegial: Jaboticabal, em São Paulo.
- Filosofia: Seminário Diocesano São Carlos, em São Paulo e Faculdades Associadas Ipiranga.
- Teologia: Faculdade de Teologia Nossa Senhora da Assunção, em São Paulo.
- Ordenações:
- Diaconal: 02 de agosto de 1980, em Pirangi, São Paulo.
- Presbiteral: 31 de outubro de 1980, em Pirangi, São Paulo.
- Episcopal:
- Nomeação: 23 de junho de 2004, como Bispo Auxiliar de Londrina (PR), pelo Papa João Paulo II.
- Ordenação: 19 de setembro de 2004, Jaboticabal (SP), por dom Antonio Fernando Brochini.

## Trabalhos realizados
- 1980-1983: Vigário Paroquial da Paróquia Senhor Bom Jesus, em Monte Alto (SP).
- 1983-1985: Reitor do Seminário Maior Nossa Senhora do Carmo da Diocese de Jaboticabal, em Jaboticabal (SP) e Coordenador Diocesano da Pastoral da Juventude.
- 1985-1992: Pároco da Paróquia São Benedito, em Jaboticabal (SP).
- 1992-1995: Vigário Paroquial da Paróquia São Sebastião, em Taquaritinga (SP).
- 1995-2002: Membro da Equipe de Formadores da Diocese de Jaboticabal (SP).
- 1995-2004: Pároco da Paróquia Senhor Bom Jesus, em Monte Alto (SP).
- 2007-atualmente: Bispo Diocesano de Guaxupé (MG).